# Sergio Der Abrahamian

Sergio Der Abrahamian (in lingua armena Սարգիս Տեր Աբրահամեան; Alexandropol, 13 febbraio 1868 – Roma, 6 luglio 1952) è stato un arcivescovo cattolico armeno.

## Biografia
Nato ad Alessandropoli il 13 febbraio 1868 si formò a Roma presso il Pontificio collegio armeno.
Nel 1909 fu nominato amministratore apostolico per tutto il Caucaso e nel marzo 1916 da Tiflis inviò una accorata lettera al papa Benedetto XV per denunciare la terribile situazione in atto in Asia Minore e i massacri degli Armeni compiuti dai Turchi.
Nel 17 gennaio 1927 visitò il villaggio armeno di Nor Arax a Bari dove benedisse la fontana dell'acqua potabile corrente installata ad opera dall'Acquedotto Pugliese.
Nel 1933 venne elevato vescovo e nominato ausiliare di Roma per i fedeli di rito armeno e contemporaneamente titolare dell'antica diocesi di Cucuso in Asia Minore. Il 21 luglio 1935 consacrò vescovo colui che sarebbe divenuto in futuro Krikor Bedros XV Aghagianian. Ricoprì tale incarico fino al 1938 quando sostituì Pietro Kojunian nella sede titolare di Calcedonia degli Armeni. Rientrato a Roma, vi morì nel 1952.

## Genealogia episcopale e successione apostolica
La genealogia episcopale è:
- Cardinale Scipione Rebiba
- Cardinale Giulio Antonio Santori
- Cardinale Girolamo Bernerio, O.P.
- Arcivescovo Galeazzo Sanvitale
- Cardinale Ludovico Ludovisi
- Cardinale Luigi Caetani
- Cardinale Ulderico Carpegna
- Cardinale Paluzzo Paluzzi Altieri degli Albertoni
- Papa Benedetto XIII
- Papa Benedetto XIV
- Papa Clemente XIII
- Cardinale Bernardino Giraud
- Cardinale Alessandro Mattei
- Cardinale Pietro Francesco Galleffi
- Cardinale Giacomo Filippo Fransoni
- Cardinale Andon Bedros IX Hassoun
- Patriarca Stepanos Bedros X Azarian
- Patriarca Avedis Bedros XIV Arpiarian
- Arcivescovo Sergio Der Abrahamian

La successione apostolica è:
- Cardinale Krikor Bedros XV Aghagianian (1935)